# Chaetodon blackburnii
Chaetodon blackburnii е вид бодлоперка от семейство Chaetodontidae. Видът не е застрашен от изчезване.

## Разпространение и местообитание
Разпространен е в Кения, Мавриций, Мадагаскар, Мозамбик, Реюнион, Танзания, Френски южни и антарктически територии (Нормандски острови) и Южна Африка.
Обитава крайбрежията на океани, морета и рифове. Среща се на дълбочина от 15,5 до 30 m.

## Описание
На дължина достигат до 13 cm.
Популацията на вида е стабилна.